# Irans ekonomiska reformplan
Irans ekonomiska reformplan avser en pågående reformering av Irans ekonomiska system och som presenterades av dåvarande presidenten Mahmoud Ahmadinejad i parlamentet 2009.

## Reformplanens huvuddelar
I juni 2008 antog regeringen under president Mahmoud Ahmadinejad en plan för att fasa ut prissubventionerna under ett antal år samtidigt som de ersätts med basinkomst. De utfasade subventionerna skulle främst gälla bränsleprodukter (ca 90 procent), men också el och vatten, transporter, bröd och vissa andra varor. Subventionsreformen har två syften, dels förbättra resursfördelningen med mer rationella, relativa priser och ett större utrymme för marknadskrafterna, dels främja social rättvisa genom att omfördela oljepengarna så att nettoeffekten blir att fattiga gynnas.

## Debatt
I debatten om de ekonomiska reformerna har få debattörer ifrågasatt beskrivningen att subventionspolitiken, som förts mycket länge i landet, haft en rad negativa konsekvenser. Inte minst har de låga bensinpriserna bidragit till städernas växande problem med luftföroreningar 